# Liste de tortues de fiction
Ceci est une liste de tortues ayant eu un rôle important dans au moins une œuvre de fiction.
Les tortues sont des animaux assez populaires dans la fiction et l'imagerie populaire. C'est une des rares espèces de reptile à être plus souvent représentées de manière positive que négative ; sa célèbre lenteur, ses formes rondes, sa nature paisible et son usage courant en tant qu'animal de compagnie gagne ainsi plus facilement la sympathie envers le spectateur.

## Bande dessinée
- Caroline, la tortue de la série Boule et Bill,
- Caroline, la tortue de la série Petzi,
- Cloé la tortue zozotante de la série Sylvain et Sylvette. Elle est le seul animal considéré comme « immangeable » par les Compères.
- Sonia, tortue de compagnie du Capitaine Pronzini dans la série Soda
- Les Tortues Ninja, ce qui inclut Leonardo, Donatello, Raphael et Michelangelo.
- Le super-héros" Tortax, par Dubouillon (1974 - "Le trésor du marais vert")
- Mr Dibbles, la tortue du héros Quicksilver dans les comics Marvel

## Cinéma
- Gamera, tortue géante extra-terrestre pourvue de défenses dans une série de films japonais du genre kaijū eiga. Elle est célèbre pour se déplacer en tournant sur elle-même pour voler.
- Morla, tortue géante misanthrope des marécages du désespoir dans L'histoire sans fin.
- Pénélope dans Le Vilain.
- Clyde, dont le propriétaire était Len Pontcorvo, membre d'un forum basé sur les conspirations gouvernementales et « ami » de Holmes retrouvé mort dans la série Elementary.

## Dessin animé
- Verne, dans Nos voisins, les hommes.
- Maître Oogway, dans Kung Fu Panda.
- Samy, héros du film Le Voyage extraordinaire de Samy.
- Crush, la tortue marine du film Le Monde de Nemo.
- Le docteur Atticus, anesthésiste dans la série animée Hôpital Hilltop.
- Bert, une tortue personnage de Duck and Cover, film de propagande américain de 1951,
- Cecil Turtle, qui est apparu dans des courts-métrages d'animation de Bugs Bunny. Il bat toujours ce dernier à la course.
- Franklin, héros d'une série d'animation pour enfants.
- Kiwi (Seaberry Sea), la tortue de mer de Seaberry Delight dans la série animée Charlotte aux fraises.
- Tartine (Tea Time Turtle), la tortue de Chausson aux Pommes dans la série animée Charlotte aux fraises.
- Tank, la tortue gaufrée de Rainbow Dash dans la série animée My Little Pony : Les amis, c'est magique.
- Rapido, la tortue du cygne et la princesse

## Jeu vidéo
- Bentley, une tortue experte en informatique dans Sly Raccoon.
- Basaran, un des colosses du jeu vidéo Shadow of the Colossus.
- Les pokémonsBoskara, Carabaffe, Carapagos, Carapuce, Boumata, Chartor, Mégapagos, Tortank, Tortipouss et Torterra.
- Bowser et les Koopa Troopa ou Koopa, ennemis dans les jeux vidéo Mario.
- Devan Shell dans Jazz Jackrabbit.
- Monsieur Petitpas dans Psychonauts
- Moya dans Little Big Adventure 2.
- Rainyd Turtloid dans Mega Man X6.
- La Sorcière, du jeu vidéo Spyro: Year of the Dragon.
- Tortimer, de la série de jeux vidéo Animal Crossing.

## Littérature
- A'Tuin, une tortue stellaire qui porte le Disque-monde sur sa carapace.
- Alfred dans Un amour de tortue, de Roald Dahl.
- Le Lièvre et la Tortue
- Dans Les Raisins de la colère, une tortue terrestre est décrite comme se baladant sur la route et se fait cogner par un camion. Tom Joad, le héros, décide de la ramasser pour l'offrir comme animal de compagnie, mais il finit par la relâcher.
- La Tortue dans Ça, roman de Stephen King. Elle est la mère de l'univers qu'elle a vomi. Elle s'adresse ainsi à Bill Denbrough: « Je suis la Tortue, fils. J'ai fait l'univers, mais je t'en prie, pas de reproches ; j'avais mal au ventre ».
- Séraphine, la tortue de la série de romans pour la jeunesse Jojo Lapin.
- La fausse tortue, personnage qui apparaît dans Les Aventures d'Alice au pays des merveilles de Lewis Carroll (1865).

## Manga
- Tamago (dite « Tama »), tortue de compagnie de Keitaro Urashima dans Love Hina. Elle peut voler. Apparaissent aussi des tortues géantes, dont Big Tama.
- Umigame, tortue de compagnie de Tortue Géniale dans Dragon Ball
- Enzo de Kateykyoushi Hitman Reborn
- Genbu, la Tortue-Île est une tortue antique vivant au Pays de la Foudre, dans Naruto.
- Ningame, invocation personnelle de Gaï Maito.
- Wakaba (Feuillette dans la version française) de La Maison du soleil.
- Kame-san, la tortue de Seiji dans Kilari.

## Musique
- Mickael the Turtle, un personnage de 3Dance de la même veine que Crazy Frog ou Schnappi, édité sur un remix de Ghostbusters.

## Mythologie
- Bedawang, tortue géante dans la mythologie balinaise.
- Le Kappa, au corps de tortue.

## Jouets
- Les Tiny Tortues (ou Teeny Tapsy Törtels) créées par André Roche pour l'œuf « Kinder Surprise » .

## Autres
- Zigo, la mascotte des Petits Débrouillards.
- Mr. Tortue dans la série Earl
- Tiplitaps, ami du personnage Diddl créé par Thomas Goletz